# 李昆 (明朝)
李昆（1471年—1532年），字承裕，號東岡，山東承宣布政使司萊州府高密縣 （今山東省濰坊市高密縣）人，明朝政治人物，弘治庚戌進士，嘉靖年間官至兵部侍郎。李介之子。

## 生平
弘治二年（1489年）己酉科山東鄉試第五十八名舉人。弘治三年（1490年）聯捷庚戌科會試第一百三十二名，二甲第七名進士，初授刑部主事，丁母憂，服闋，復除禮部儀制司主事。父喪丁憂除服，起為兵部武庫司主事。
正德年間，屢次進言剷除宦官當權、節制朝廷內外浪費。進兵部員外郎，因忤逆尚書劉宇，正德二年（1507年）五月貶解州知州，四年閏九月升陕西按察司佥事，五年八月提调学校，六年二月升本司副使，八年五月升湖广按察使，九年正月升本省右布政使，十年二月升至陝西左布政使。正德十年（1515年）七月，以都察院右副都御史巡撫甘肅，并與總督彭澤經略哈密，被兵部尚書王瓊彈劾，十三年三月被逮入京下狱，十四年七月降二级，被貶為浙江副使。
明世宗繼位，王瓊得罪，李昆恢復官職，十六年五月起任整饬蓟州兵备兼巡抚顺天等府副都御史，十一月召為兵部右侍郎。嘉靖三年（1524年）六月，改兵部左侍郎。大同兵變時，李昆奉命往撫。四年四月因病乞休歸里，七月被降为湖广布政使司左参政，仍令闲住。嘉靖十一年（1532年）年卒，享年六十二。

## 家族
曾祖李遜，布政司理問；祖父李傑，教授 贈都察院左僉都御史；父李介，都察院左僉都御史。母杜氏（封宜人）。重庆下。子李光祚，歷任南京前軍都督府经历。次子李光绪，國子生。

## 相关條目
- 哈密之爭